# Ioan Dicezare
Ioan Dicezare (n. 12 august 1916, București, d. 10 august 2012, București) a fost un as al aviației de vânătoare române în timpul celui de al Doilea Război Mondial.
A participat la campaniile militare de la Stalingrad, Dnipropetrovsk și Mariupol, unde a luptat alături de aviația germană împotriva aviației militare a URSS; până la 23 august 1944 a participat la apărarea regiunii petrolifere Ploiești, împotriva acțiunilor aviației de bombardament americane și, după 23 august 1944 a luptat împotriva Germaniei până la sfârșitul războiului.
Familia paternă a lui Dicezare era de origine italiană, numele de familie original fiind Di Cesare, însă întotdeauna a fost ortografiat Dicezare.

## Cariera militară

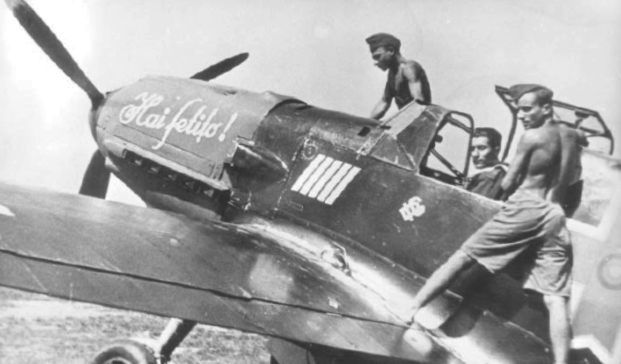
Ioan Dicezare la manșa avionului BF 109E „Hai fetițo!”.

Așii români decorați în august 1943 cu Ordinul „Mihai Viteazul”: Cantacuzino, Dicezare, Greceanu, Șerbănescu și Milu.

În timpul celui de al Doilea Război Mondial, din 22 iunie 1941 și până în anul 1944, a luptat pe Frontul de Est, în cadrul Grupului 7 Vânătoare, pilotând un aparat  Messerschmitt Bf 109E, inscripționat „Hai fetițo!”.
A fost decorat cu Ordinul „Virtutea Aeronautică” de război cu spade, clasa Crucea de Aur (19 septembrie 1941) „pentru curajul cu care s-a angajat în luptă la 8 August 1941, în zona Sud-Vest, Mihailowca (Ucraina) cu un număr de avioane mult superioare patrulei lor, doborând fiecare câte un avion de vânătoare sovietic”, clasa Crucea de Aur cu o baretă (4 noiembrie 1941) „pentru eroismul dovedit în luptele aeriene dela Vigoda și Palijova, când a doborât 2 avioane inamice, precum și pentru cele 55 misiuni pe front”, clasa Crucea de Aur cu 2 barete (1 iulie 1942) „pentru curajul și eroismul arătat în luptă aeriană angajată cu aviația bolșevică când a doborât al 3-lea avion inamic”. și clasa Cavaler cu prima baretă (16 februarie 1944) „pentru curajul dovedit în 76 misiuni, având 7 avioane doborîte”.
A participat la Bătălia de la Stalingrad. La sfârșitul anului 1942 era deja un as de aviație, având la activ 5 victorii aeriene. Este cunoscut un episod din 22 aprilie 1943 în care sublocotenent-aviator Ioan Dicezare, într-o luptă desfășurată lângă Izium a doborât un avion de bombardament de tip „Douglas Boston”, iar echipajul, luat prizonier, a furnizat date privind aerodromurile din zonă.
La 30 august 1943 este decorat cu Ordinul Mihai Viteazul, clasa a III-a, moment în care avea 14 victorii aeriene.
După 23 august 1944 trece la Grupul 1 Vânătoare, unde va lupta contra Germaniei până la terminarea războiului.
Dicezare a avut peste 500 de misiuni de luptă și a reputat 16 victorii certe și trei probabile. Unele surse afirmă că ar fi avut 40 de victorii aeriene.
A fost avansat până la gradul de general-locotenent (r) (general cu 3 stele).

## Decorații
|  | Denumire                                                                            | Dată                    | Ocazie                                                           |
|  | ----------------------------------------------------------------------------------- | ----------------------- | ---------------------------------------------------------------- |
|  | Ordinul Virtutea Aeronautică de război cu spade, clasa Crucea de Aur                | 19 septembrie 1941      | Campania din URSS din 1941                                       |
|  | Ordinul Virtutea Aeronautică de război cu spade, clasa Crucea de Aur cu o baretă    | 4 noiembrie 1941        | Campania din URSS din 1941                                       |
|  | Ordinul Virtutea Aeronautică de război cu spade, clasa Crucea de Aur cu două barete | 1 iulie 1942            | Campania din URSS din 1942                                       |
|  | Ordinul Virtutea Aeronautică, clasa Cavaler cu o baretă                             | 16 februarie 1944       | Campania din URSS din 1944                                       |
|  | Ordinul Coroana României, clasa a V-a, cu spade și panglică de Virtute Militară     | 1943 ?                  |                                                                  |
|  | Crucea de Fier, clasa a II-a                                                        | Probabil 6 iunie 1943   | Probabil campania în colaborare cu flotila „Udet”⁠(en)[traduceți] |
|  | Crucea de Fier, clasa I                                                             | Probabil 17 august 1943 | Bătălia din 16 august 1943                                       |
|  | Ordinul Mihai Viteazul, clasa a III-a                                               | 30 august 1943          | Campania de la Mariupol                                          |

## Legături externe
- Ioan Dicezare la worldwar2
- pt  Nota de Falecimento: Ion Dicesare Arhivat în 10 ianuarie 2014, la Wayback Machine. la Sala de Guerra